# Герб на Тринидад и Тобаго
Гербът на Тринидад и Тобаго е създаден от комитет, създаден през 1962 г., за да избере символите, които биха били представителни за народа на Тринидад и Тобаго. Комитетът включваше художника Карлайл Чанг (1921 – 2001) и карнавалния дизайнер Джордж Бейли (1935 – 1970).